# تشارلز أفيري (فنان)
تشارلز أفيري (بالإنجليزية: Charles Avery)‏ هو فنان بريطاني، ولد في 1973 في Oban ‏ في المملكة المتحدة.